# Гай Сульпіцій
Гай Сульпіцій (лат. Gaius Sulpicius) — політичний діяч часів ранньої Римської імперії, консул-суффект 4 року до н. е.
Про нього відомо вкрай мало. Вочевидь походив з патриціанського роду Сульпіціїв, вважається нащадком Гая Сульпіція Галла, консула 166 року до н. е. 4 року до н. е. був короткий термін консулом-суффектом разом з Гаєм Целієм Руфом, змінивши на посаді Луція Пассієна Руфа. Про діяльність під час каденції та подальшу долю відомостей не збереглося.
Ймовірно його сином був Гай Сульпіцій, монетарій 5 року.